# Amarildo Belisha
Pour les articles homonymes, voir Belisha.
Amarildo Belisha est un footballeur albanais, né le 11 juillet 1981 à Shkodër. Il évolue actuellement au KS Vllaznia Shkodër et porte le maillot no 8. Son poste de prédilection est milieu.

## Clubs successifs
| Saison                 | Club                | Pays |
| ---------------------- | ------------------- | ---- |
| janvier 1998-juin 2005 | KS Vllaznia Shkodër |      |
| juillet 2005-juin 2006 | KS Elbasani         |      |
| juillet 2006-juin 2008 | KS Besa Kavajë      |      |
| juillet 2008-juin 2010 | KS Vllaznia Shkodër |      |